# Княжевско
Княжевско (болг. Княжевско) — село в Болгарии. Находится в Старозагорской области, входит в общину Опан. Население составляет 175 человек.

## Политическая ситуация
В местном кметстве Княжевско, в состав которого входит Княжевско, должность кмета (старосты) исполняет Тихомир Грудев Динев (коалиция в составе 6 партий: Граждане за европейское развитие Болгарии (ГЕРБ), Демократы за сильную Болгарию (ДСБ), Национальное движение «Симеон Второй» (НДСВ), Земледельческий народный союз (ЗНС), Болгарский земледельческий народный союз (БЗНС), Союз демократических сил (СДС)) по результатам выборов правления кметства.
Кмет (мэр) общины Опан — Минчо Динев Чавдаров (Болгарская социалистическая партия (БСП)) по результатам выборов в правление общины.